# Hydriomena glenwoodata
Hydriomena glenwoodata är en fjärilsart som beskrevs av Louis W. Swett 1909. Hydriomena glenwoodata ingår i släktet Hydriomena och familjen mätare. Inga underarter finns listade i Catalogue of Life.